# Kaple Nalezení svatého Kříže (Velká Dobrá)
Kaple Nalezení svatého Kříže je nevelká klasicistní kaple v obci Velká Dobrá, respektive v její části Malá (či Dolejší) Dobrá na Kladensku

## Dějiny

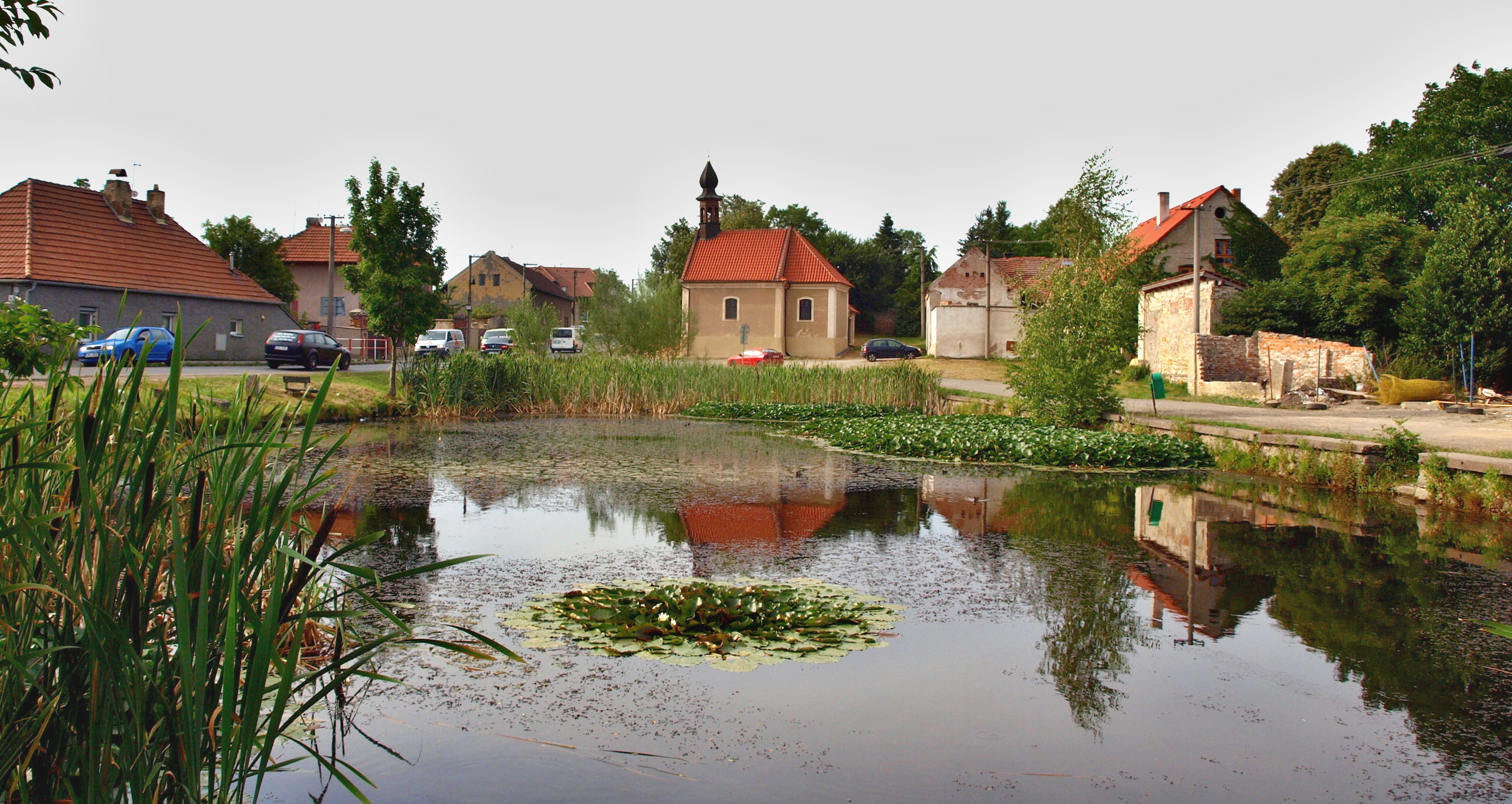
Poloha kaple na návsi

Původní kaple Nalezení svatého Kříže byla v Malé Dobré vystavěna roku 1765 na návsi s rybníkem v době, kdy Malá (či Dolejší) Dobrá byla ještě samostatnou vesnicí. V roce 1804 byla kaple opravena a přestavěna, nicméně o 11 let později, roku 1815 byla kaplička zbořena a v letech 1816–1817 nahrazena novou kaplí téhož jména a vysvěcena dne 12. října 1817. Kaple v této podobě stojí na návsi dodnes.

## Popis stavby

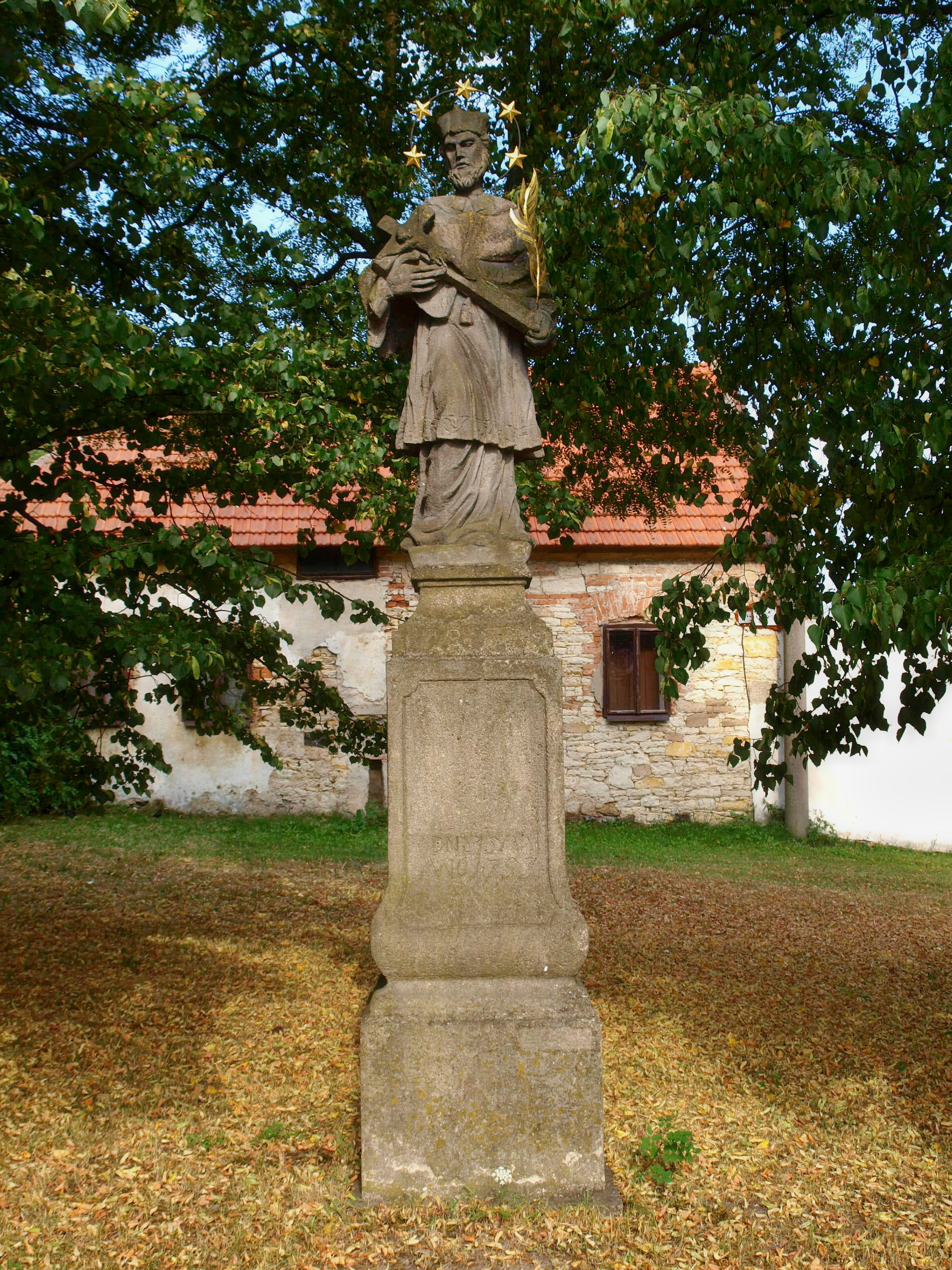
Svatý Jan vedle kapličky

Kaple v Malé Dobré je prostá jednolodní kaple s úzkým presbytářem a sakristií a lomeným triumfálním obloukem. Strop kapličky je plochý. Oltář ze 17. století je částečně v rokokovém stylu.
Vedle kapličky stojí barokní pískovcová socha svatého Jana Nepomuckého s vytesaným letopočtem 15. května 1753.